# Gaum
Gaum is een bestuurslaag in het regentschap Karanganyar van de provincie Midden-Java, Indonesië. Gaum telt 5635 inwoners (volkstelling 2010).